# Лише Бог прощає
«Лише Бог прощає» (англ. Only God Forgives) — кримінальний артгаусний трилер режисера та сценариста Ніколаса Віндінґа Рефна. Головні ролі виконують канадець Раян Ґослінґ та таїландець Віттайя Пансрінгам.
«Лише Бог прощає» став другим проєктом поспіль, над яким разом працювали режисер Рефн, актор Гослінг та композитор Мартінес (У 2011 році Гослінг виконав головну роль у рефнівському «Драйві», а Мартінес написав для нього саундтрек). На відміну від «Драйву», картина була переважно негативно прийнята світовими кінокритиками, що відзначали надмірну жорстокість та нерозкритість характерів персонажів.
Прем'єра фільму відбулася у травні 2013 року на 66-му Каннському кінофестивалі. У США фільм вийшов у прокат 19 липня 2013 року.

## Сюжет
Теглайн фільму: «Час зустріти диявола». Стрічка, як і попередня робота режисера Рефна «Драйв», присвячена чилійському постановнику Алехандро Ходоровскому, «духовному батьку» Рефна.
Джуліан Томпсон (Раян Ґослінґ) - американець, який живе в Бангкоку, де він має клуб тайського боксу і займається контрабандою наркотиків. Він залишив батьківщину після вчиненого ним жорстокого вбивства свого батька. Якось брат Джуліана Біллі (Том Берк) вбиває 16-річну повію, за що його дуже швидко позбавляє життя її батько. За вбивством Біллі стоїть лейтенант тайської поліції Чанг (Віттайя Пансрінгам), відомий у місті під прізвиськом «Ангел помсти». Після усунення юнака Чанг своїм мечем відрубує руку батькові повії через те, що той знав про роботу доньки й всіляко покривав її.
В той таки час до Бангкока прибуває мати братів Томпсон - Крістал (Крістін Скотт Томас). Вона хоче забрати тіло свого вбитого первістка і змушує молодшого сина помститися за брата за всяку ціну. Джуліан допитує батька повії, з'ясувавши у нього, хто замовив вбивство Біллі. Він залишає його в живих, вважаючи, що той уже заплатив свою ціну за цей злочин, втративши руки, але Крістал дає вказівку своїм людям усунути його. Вона ж організує провальний замах, на Чанга.
Джуліан знаходить Чанга і викликає його на бій у своєму боксерському клубі. Чанг, пропалений боєць, легко і жорстоко б'є Джуліана. Слідом за цим Крістал, побоюючись, що Чанг уб'є її за організацію замаху, наказує синові прибрати його та всіх, хто з ним близько пов'язаний.
Джуліан із помічником пробираються в будинок до Чанга, запланувавши влаштувати засідку, коли він повернеться. Чанг тим часом відвідує Крістал і перерізає горло в готельному номері. У квартиру Чанга повертається його маленька дочка та її няня. Помічник Джуліана вбиває няню і прямує до дочки, але Джуліан не дає йому зробити це, розрядивши в нього майже всю обойму.
Джуліан повертається до готелю і знаходить труп матері. Після кількох сюрреалістичних видінь Джуліан опиняється у лісі разом із Чангом. Глядачеві не ясно, чи реальна це сцена чи чергове бачення Джуліана, але лейтенант відрізає йому обидві руки. У фінальній сцені картини Чанг виконує тайську пісню на сцені улюбленого бару.

## Актори
| Актор               | Роль                 |
| ------------------- | -------------------- |
| Раян Ґослінґ        | Джуліан Томпсон      |
| Віттайя Пансрінгам  | лейтенант Чанг (Бог) |
| Крістін Скотт Томас | Крістал Томпсон      |
| Еатха Пхонгам       | Май                  |
| Том Берк            | Біллі Томпсон        |

| Актор              | Роль            |
| ------------------ | --------------- |
| Сахаяк Бунсанакіт  | полковник Кім   |
| Гордон Браун       | Гордон          |
| Джо Каммінгс       | відвідувач бара |
| Оак Кіраті         | Портер          |
| Пітчават Петчаяхон | Пхайбан         |

## Історія створення
Знімання фільму проходили у Бангкоку (Таїланд). Ніколас Рефн планував зняти картину після завершення роботи над «Вальгала: Сага про вікінга», але на прохання Раяна Гослінга змінив своє рішення, відклавши проєкт на невизначений термін. Гослінг, ознайомившись зі сценарієм, відкрито назвав його «найдивнішою річчю», яку він коли-небудь читав. «Лише Бог прощає», як і «Драйв», Рефн знімав у хронологічному порядку; сцени часто монтувалися того ж дня, коли й знімалися.
Рефн зізнавався, що на початку він хотів створити фільм про людину, яка без успіху намагається подолати Бога. Втілення цієї ідеї в життя тільки посилилося, коли режисер проходив крізь «украй екзистенційні моменти» свого життя — очікування другої дитини та важку вагітність дружини. З такими начерками у голові Рефн додав персонажа, який вірить у те, що він — Бог (антагоніста) і гангстер, який у пошуках релігії, куди він зможе повірити (протагоніста).
На стадії фільмування постановник знаходив множинні паралелі між лейтенантом Чангом, Однооким («Вальгала: Сага про вікінга») і Водієм («Драйв») — «коріння цих персонажів йдуть від казкових міфології, всі вони мають проблеми, живучи в сучасному світі».
  
Ніколас Віндінґ Рефн і Крістін Скотт Томас
 на каннській прем'єрі фільму, травень 2013
Роль, виконану Гослінгом, спочатку повинен був зіграти Люк Еванс, однак він вибув зі складу знімальної групи незадовго до початку знімання задля участі у фентезі Пітера Джексона «Хоббіт: Пустка Смога». Рефн так описує повторну співпрацю з артистом:
…Продовження нашої спільної роботи зараз розцінюю як блаженство. Дивно, що я написав сценарій [цієї картини] до того, як створив «Драйв», і Джуліан був задуманий як вкрай мовчазний персонаж. Коли після «Драйву» ми з Райаном стали опрацьовувати сценарій, ця мова мовчання прийшла сама собою і виявилася дуже доречною, оскільки Джуліан — до краю змучений герой, він ніколи не йде назустріч іншим, воліючи замикатися в собі.
Віттайя Пансрінгама, який зіграв лейтенанта Чанга, Рефн зустрів за півтора року до старту знімального процесу й вже тоді знав, що він перетвориться в цей образ. Під час зйомок актору неважко було вжитися в роль, оскільки Рефн періодично підходив до нього і шепотів на вухо: «Ти — Бог». З Крістін Скотт Томас режисер познайомився в Парижі, де йому спало на думку зробити її femme fatale «комбінацією леді Макбет і Донателлі Версаче». Актрису відверто лякав її персонаж, але для суто переконливості вона намагалася зробити так, щоб у життя втілилися її кошмари, і це все зазвучало у промові Крістал.
Сцена в ресторані між Джуліаном, Крістал і Май була найетичнішою для Скотт Томас, а актриса не могла сказати стільки жорстоких фраз на адресу колег по майданчику. Образлива мова її героїні про розміри статевих органів її синів була вигадана Рефном і Гослінгом в ході роздумів на тему того, чим мати може найбільше принизити свою дитину. За твердженням Рефна, більшість образ вигадав саме Гослінг.
Як основне джерело натхнення для цього фільму Рефн називає роботи андеґраундного режисера Річард Керна, особливо його короткометражку «Злий оператор» (1990). Річард Корлісс, що представляє журнал Time, помітив у «Лише Бог прощає» явний вплив робіт Девіда Лінча (бачення Джуліана в нічному клубі взяті безпосередньо з «Твін Пікса»), Серджіо Леоне (поява трьох кілерів і подальший замах на лейтенанта Чанга повторюють легендарну трійну дуель з «Хорошого, поганого, злого») і Гаспара Ное (алюзії до насильства в «Необоротності» та «іноземно-азійський несмак» із «Входу в порожнечу»). Назва картини, на його думку, відсилає до італійського спагеті-вестерну 1967 року «Бог пробачить… Я – ні!».

## Саундтрек
Музичний супровід став, на думку критиків, однією з небагатьох переваг картини. Кліфф Мартінес, обговорюючи його в Канні, зізнався, що фундаментом для його мелодій став «типовий саундтрек до науково-популярного кіно та фільмів жахів»:
|  | Я раніше не думав, що музика може замінити діалоги, але спробував це зробити. Головний вплив у фільмі надає поп-музика та твори Вагнера. Ніколас спеціально попросив мене, щоб оригінальна музика дуже відрізнялася від музики до фільму «Драйв». |

| #   | Назва                                                              | Тривалість |
| --- | ------------------------------------------------------------------ | ---------- |
| 1.  | «Only God Forgives» (Кліфф Мартінес, Грегорі Тріпі)                | 0:46       |
| 2.  | «Ask Him Why He Killed My Brother» (Кліфф Мартінес, Грегорі Тріпі) | 2:11       |
| 3.  | «Chang and Sword» (Кліфф Мартінес)                                 | 2:23       |
| 4.  | «Chang Vision» (Кліфф Мартінес, Грегорі Тріпі)                     | 3:46       |
| 5.  | «Do As Thou Will» (Кліфф Мартінес)                                 | 2:14       |
| 6.  | «Can't Forget» (Самненг Сонгмунг)                                  | 3:30       |
| 7.  | «Crystal Checking In» (Кліфф Мартінес, Грегорі Тріпі)              | 1:57       |
| 8.  | «More Hands» (Кліфф Мартінес)                                      | 2:45       |
| 9.  | «Sister, Pt. 1» (Ентоні Гонсалес)                                  | 3:09       |
| 10. | «Take It Off» (Кліфф Мартінес, Мак Куэйл)                          | 2:41       |
| 11. | «Leave My Son In Peace» (Кліфф Мартінес, Мак Куейл, Грегорі Тріпі) | 4:50       |
| 12. | «Falling In Love» (Канокван Кунгний)                               | 3:29       |
| 13. | «Crystal and the Bodybuilders» (Кліфф Мартінес)                    | 4:05       |
| 14. | «Ladies Close Your Eyes» (Кліфф Мартінес, Грегорі Тріпі)           | 8:01       |
| 15. | «Bride of Chang» (Кліфф Мартінес, Мак Куейл)                       | 3:04       |
| 16. | «Wanna Fight» (Кліфф Мартінес)                                     | 4:50       |
| 17. | «You're My Dream» (Сурасі Кіжкасемсін, Джетамон Малайота)          | 3:34       |

## Критика
Включений до основного конкурсу Каннського кінофестивалю 2013 року фільм «Лише Бог прощає» позиціонувався відбірниками як «найрадикальніше видовище» огляду. Однак, навіть погоджуючись із заявленим епітетом про радикалізм і визнаючи за новою постановкою Рефна ряд переваг, в цілому каннська преса не прийняла картину, і після показу вона була освистана.
Рецензент газети «Коммерсантъ» Андрій Плахов в огляді лідерів і аутсайдерів Канського кіноогляду зарахував роботу Рефна до останніх, назвавши «наймертвішим фільмом» фестивалю, і зазначив, що картина данця вирішена в стилістиці «репортажу з дизайнерської виставки», а сюжетно вона робить марну спробу стати в один ряд із класичними трагедіями. Результат справив на критика жалюгідне враження, на його думку, «куратори виліпили з Рефна еталонного канського режисера, та його нове творіння не змогло справити як фурор, а навіть скандал». Солідарний із Плаховим редактор журналу Sight & Sound Нік Джеймс, який охарактеризував фільм «Лише Бог прощає» як «головне розчарування» канського конкурсу, а сам показ – як «катастрофу». Стрічка, на його погляд, вийшла «випендрежною», стилізація під «підсвічені неоном живі картини» — «умертвляючою», а коміксова структура із запозиченнями з «Гамлета» — «банальною». У свою чергу штатний кінокритик «Російської газети» Валерій Кичин стримано похвалив уточнені мізансцени оператора Ларрі Сміта, в яких побачив «натюрморти з тимчасово живими, але вже малорухливими людьми», але засудив зацикленість Рефна на особистих обсесіях — «жорстоких емоціях, образ» порівнявши дії режисера із «актом самозадоволення». Фільм загалом Кичин назвав «шоковим, але похмурим», зазначивши, що журналісти під час канського прес-показу залишали зал, а фінальні титри картини зустріли «шквалом свиста».
В опитуванні колег, яке за підсумками Каннського фестивалю провів оглядач журналу «Сноб» Вадим Рутковський, одразу три респонденти — Євген Гусятинський, Олексій Медведєв, Стас Тиркін — розцінили фільм «Лише Бог прощає» як найгіршого учасника конкурсу. Категорично і лапідарніше висловився Медведєв: «Найжахливіше — це „Бог прощає“ Ніколаса Віндінґа Рефна. Не хочу, навіть слів витрачати на цю погань».
Більш позитивно до роботи Рефна віднісся оглядач тижневика The Observer Ендрю Ентоні. Розмірковуючи про ексцентричність стрічки «Лише Бог прощає», він порівняв її з гіпотетичним «оммажем Квентіна Тарантіно східним слешерам, який знятий у заплутаній і турбуючій манері Лінча». Частково погоджується з Ентоні й критик «Нової газети» Лариса Малюкова, яка розглянула у створеному Рефном «дивному сплаві кривавого кошмару й іронії, хорору та арту» відлуння стрічок Лінча, Балабанова, Карвая, Тоуба Гупера, а «також робіт чилійського езотерика, кіносюрреаліста Алехандро Ходоровського, якому і присвячено це чорно-червоне кіно».
Тема кінематографічних асоціацій зайняла важливе місце і у відкликанні таїландського критика Конга Рітді, опублікованому на сторінках канадського кінознавчого журналу Cinema Scope. Він виявив у фільмі «Лише Бог прощає» цілий набір штампів, до яких вдаються західні постановники при зображенні його батьківщини («слон, східний містицизм, тайський бокс, монахоподібний персонаж, проституція, бари безсмаку» і т. д.) і порівняв картину Рефна з «ідіотською» комедією Тодда Філліпса «Похмілля-2: з Вегаса до Бангкока» (The Hangover Part II, 2011). Причому симпатії Рітді на боці останньої, оскільки «попри всі жахи, що обрушуються» на героїв «Похмілля», «фільм залишається туристичною брошурою і манить красою морального розкладання», після перегляду ж «Лише Бог прощає», «недосвідчені іноземці» віддають перевагу Пхеньяну, ніж Бангкоку. Участь в обох згаданих постановках актора Віттаї Пансрінгама наштовхнула на думку про схожість двох фільмів і критика «Московського комсомольця» Микиту Карцева: «Відчайдушно заграючи з естетикою Девіда Лінча і якогось китайського бойовика категорії III, „ТЛише Бог прощає“ найбільше нагадує глянцевий ремейк „Похмілля-2“».
На думку журналістів, з усього акторського ансамблю найбільше показала себе «невпізнана» і «переродившись» в образі фатальної молодої блондинки Крістін Скотт Томас. Енн Хорнедей із The Washington Post згадує:
Коли „Лише Бог прощає“ був презентований у Канні в травні, про перетворення Скотт Томас на набережній Круазет всі тільки й говорили, «проте ті, хто спостерігав її в чудовій поганословний ролі в „Ловля лосося в Ємені“, вже бачили це раніше (щоправда, не в настільки смертельно концентрованій формі).
Із творців фільму, які працювали за кадром, багато критиків, причому як прихильники, так і противники картини Рефна, виділили композитора Кліффа Мартінеса. Створений ним саундтрек, «у якому солює перкусія», а «в драматичні моменти включається електроорган», удостоївся у пресі епітетів «відмінний» і «розкішний». Похвалу заслужила і операторська робота Ларрі Сміта, який раніше працював над кількома проектами Стенлі Кубрика: «Баррі Ліндон», «Сяйво» (як світлооператор) і «Із широко заплющеними очима». Редакція інтернет-журналу Filmpro вирішила, що саме «драматургія, режисура, операторська робота роблять цей фільм», поставлений у червоно-чорних тонах. Говорячи про світлотіні та кольори, обраних Смітом, Річард Корлісс писав, що картина могла називатися просто «Червоне та чорне». Девід Руні (The Hollywood Reporter) відзначив «тревожащі кадри готелю та коридорів секс-клубу», що нагадують глядачеві саме про «Сяйво».
Послідовник покійного Роджера Еберта Річард Репер завершив свою рецензію в газеті Chicago Sun-Times словами «Це один із найшокуючіших і найкращих фільмів року». Схваливши акторські роботи («Зірка „Драйва“ Райан Гослінг … стає тут у позу Брандо») та візуальну стилізацію, оглядач назвав «Лише Бог прощає» «ідеальним кривавим молочним коктейлем з інгредієнтами, взятими від, крім інших посилань, „Убити Білла“, фільмів New French Extremism та „Твін Пікса“».
При підведенні кінопідсумків літа 2013 року інтернет-видання Indiewire зазначило, що «на щастя або нещастя, у найближчі десять років ми більше обговорюватимемо сіючого чвари і сказу „Лише Бог прощає“ Ніколаса Віндінґа Рефна, ніж „Штурм Білого дому“ та „Два стволи“, навіть з огляду на те, що ці обговорення стосуватимуться того, наскільки деякі з нас ненавидять його».
Рейтинг картини на інтернет-агрегаторі Rotten Tomatoes, заснований на 163 рецензіях критиків, становить 41 %, при цьому серед найавторитетніших критиків відсоток позитивних оцінок сягає лише 13 пунктів. На сайті Metacritic за результатами аналізу 39 відгуків критиків, фільм набрав 37 балів із 100 можливих.

## Нагороди та номінації
- 2013 — участь в основній конкурсній програмі 66-го Канського кінофестивалю[34].
- 2013 — приз Сіднейського кінофестивалю за найкращий фільм[35].
- 2013 — приз за найкращу операторську роботу (Ларрі Сміт) на Каталонському кінофестивалі.
- 2014 — 3 премії «Робер»: найкраща музика (Кліфф Мартінес), найкраща операторська робота (Ларрі Сміт), найкращий звук[36], і ще 3 номінації: найкраща режисерська робота (Ніколас Віндінг Рефн), найкраща акторка (Крістін Скотт Томас), найкраща робота художника-постановника (Бет Мікл)[37].
- 2014 — номінація на премію «Боділ» за найкращу жіночу роль другого плану (Крістін Скотт Томас).